# Belenský most
Belenský most (bulharsky Беленски мост, správněji česky Bjalský most) je kamenný obloukový most přes řeku Jantra 1 km od města Bjala, podle něhož je pojmenován. Postavil jej bulharský mistr Nikola Fičev zvaný Kolju Fičeto, proto je také znám jako most Kolju Fičeta (мостът на Колю Фичето). Je považován za významný počin bulharského obrozeneckého inženýrství, stavebnictví a architektonického umění.

## Popis
Most překračuje řeku Jantra. Nachází se 1 km od města Bjala v oblasti Ruse, na silnici mezi Plevenem a Ruse.
Původně byl postaven z hlazeného kamene z místního vápence a vápenné malty. Most je 276 m dlouhý a 9  široký. Je nesen 13 pilíři s ledolamy a reliéfními výklenky a dvěma opěrami. Celkem je zde 14 oblouků s rozpětím 12 m. Uprostřed je umístěna mramorová deska s nápisem v arabštině. Nosné pilíře a klenby jsou ozdobeny symbolickými sochami a zvířecími reliéfy; mezi nimi se rozlišují: lev, nymfa, gryf, labuť.
V letech 1922 – 23 byl most zesílen vestavěním železobetonových konstrukcí do podpěr a oblouků, ale původní vzhled nebyl změněn. Je památkově chráněn a využívá se pouze jako lávka pro pěší poté, co byl jižně od něj byl postaven moderní most.

## Historie
Most byl postaven na příkaz Midhat paši. Podle odhadu polského inženýra Ludmila Roly, který byl v jeho službách, měl most stát 3 milióny grošů a výstavba trvat čtyři roky. Francouzští inženýři nabídli stavbu mostu za 2 milióny grošů. Bulharský samouk Kolju Fičeto prohlásil: „Pašo effendi, pokud sám nepostavím Bjalský most za 700 000 grošů, vem mi hlavu!“ Stavitel dodržel svůj slib a postavil most z tesaného kamene z vápence a malty za 2 roky za aktivní účasti místního obyvatelstva – za pomoci kovářů z Gabrova, kameníků a tesařů z Trjavny a Drjanova a dobrovolníků z Bjaly. Práce na něm začaly v roce 1865 a skončily v roce 1867. Felix Kanitz napsal o Koljovi Fičeto následující: „A tento skromný muž v kabátě neví, že se svým Belenským mostem postavil největší vodní stavbu na Balkánském poloostrově mimo Konstantinopol.“
V roce 1897 byly v podloží u pilířů prováděny průzkumné práce a příchozí povodeň a zničila osm oblouků ve střední části mostu (asi 130 m).

## Hodnocení
Most je považován za jedno z nejpozoruhodnějších děl Kolju Fičeta a za skutečně mistrovské dílo bulharské obrozenecké architektury. Zejména je hodnoceno použití reliéfů, protože takové řešení bylo v daném místě a době mimořádně inovativní, neboť před tím se takové prvky umisťovaly pouze na fasády budov.